# Gdański Klub Fantastyki
Gdański Klub Fantastyki jest stowarzyszeniem (organizacją pożytku publicznego) skupiającym miłośników fantastyki, zarejestrowanym 26 lutego 1987 roku.
Posiada strukturę federacyjną: jest zrzeszeniem autonomicznych klubów fantastyki.
GKF dysponuje największą w Polsce biblioteką specjalistyczna z zakresu SF/F/H (zawierającą też dział anglojęzyczny), prowadzi działalność wydawniczą (publikując m.in. literacką i plastyczną twórczość członków), skupia pasjonatów gier (komputerowych, karcianych, planszowych, strategicznych, RPG), organizuje konwenty (z Nordconem na czele).

## Kluby zrzeszone w GKF
(stan na 25.03.2012)
- Kluby Lokalne
  - Klub Fantastyki „Angmar”
  - Elitarny Klub Fantastyki Totalnej „First Generation”
  - Klub Form Postteatralnych „Mirror”
  - Klub Fantastyki „Hydrus”
  - Klub Fantastyki „Mare Argentum”
  - Klub Fantastyki „Fenris”
- Kluby Sprzymierzone
  - Klub Fantastyki „Abyna”
  - Klub Fantastyki „Strong”
- Klub Członków Korespondentów GKF

## Władze GKF
(kadencja 2018–2020)
- Zarząd GKF
  - Prezes: Aleksandra Markowska
  - I wiceprezes: Maciej Dawidowicz
  - II wiceprezes: Dorota Nowak

Przewodniczącym Rady Stowarzyszenia jest prezes Klubu Lokalnego o największej liczbie członków.

## Działy GKF
- Kolportażu
- Wydawniczy
- Biblioteczny
- Gier Planszowych
- Gier Karcianych
- Gier Strategicznych
- Gier Fabularnych
- LARP-ów

## Działalność wydawnicza GKF
Fanziny poszczególnych klubów lokalnych:
- „Claps” (KF „Collaps”) – 1987–1990, ukazało się 20 numerów (uwzględniono tylko numery wydane przez „Collaps” jako klub lokalny GKF);
- „Hydrus” (KF „Hydrus”) – 1987–1989, ukazało się 5 numerów;
- „Galactica” (KF „Galactica”) – 1988–1990, ukazało się 9 numerów;
- „Mizar” (KF „Alkor”) – 1988–1992, ukazały się 4 numery;
- „Nazgul” (KF „Mordor”) – 1988–1989, ukazały się 2 numery;
- „Uświadamiacz” (KF „Acheron”) – 1992, ukazały się 3 numery;
- „KaCzKowisko” (KCzK – Klub Członków-Korespondentów) – 1992–199, ukazało się 7 numerów;
- „Dragon Helm” (KF „Angmar”) – 1992–1999, ukazało się 8 numerów;
- „Czarna Dzióra” (KF „Hydrus”) – 1995–1996, ukazały się 4 numery.

Zawierały one opowiadania, recenzje, tłumaczenia, grafiki, relacje z imprez.
W czasach PRL wymogi cenzury ograniczały ich objętość do 16 stron (plus okładka); nie mogły też być traktowane jako periodyki (oznaczenie kolejnych numerów było więc zaszyfrowane pod postacią rozmaitych znaków graficznych). W III RP te ograniczenia już nie obowiązywały.
Proziny firmowane przez GKF jako całość:
- „Informator Literacko-Graficzny GKF” (1988) – jednorazowe wydawnictwo, wydrukowane za specjalną zgodą ministerstwa, zawierające głównie twórczość członków klubu.
- „Czerwony Karzeł”. Zawartością przypominał „Informator Literacko-Graficzny”. Od 1991 r. do 2000 r. ukazało się 16 numerów; w większości o charakterze magazynowym, choć była też antologia (W leju po bombie – zawierająca opowiadania laureatów Nagrody im. Janusza A. Zajdla). W tym był jeden numer anglojęzyczny, zawierający résumé dotychczasowych.
- „Anatomia Fantastyki” – zbiory recenzji oraz prace licencjackie, magisterskie i doktorskie poświęcone szeroko pojętej fantastyce (Tolkien, Le Guin, horror, Zajdel, fantasy etc.); nad poziomem merytorycznym serii czuwa rada programowa składającą się m.in. z pracowników naukowych Uniwersytetu Gdańskiego). Od 1995 r. ukazało się 19 numerów „Anatomii” (uwaga: pierwsze numery „Anatomii Fantastyki” ukazywały się jako monotematyczne numery „Czerwonego Karła”, dopiero w trakcie swego istnienia „Anatomia” uzyskała autonomię – część numeracji się zatem dubluje).
- „Czerwony Karzeł – Komiks”, w okresie od 1997 do 2007 r. ukazały się 4 numery (dwa pierwsze miały charakter magazynowy, trzeci – był remakiem komiksu Na tropie wampiurów, czwarty – kompletną i uaktualnioną edycją oryginalnych Wampiurs Wars). Pierwsze wydawnictwo GKF-u wydawane nie w formacie A5, lecz A4 (lub doń zbliżonym).

Informatory klubowe:
- „Squonk” – 1987 r., 2 numery;
- „Bryk” – 1987 r., 1 numer;
- „Informator” (w podtytule najpierw „Zarządu Gdańskiego Klubu Fantastyki”; a od nr 28 – „Gdańskiego Klubu Fantastyki”), miesięcznik. Od 1988 r. do dziś (stan na 3.09.2013 r.) wyszło ponad 300 numerów (wliczając „Squonka” i „Bryka” oraz łącznie z kilkoma „Informatorami” specjalnymi, np. poświęconymi pamięci Janusza A. Zajdla i Stanisława Lema oraz będącymi pokłosiem warsztatów literackich czy zawierającymi statut i regulaminy GKF; były też numery primaapilisowe, także poza oficjalną numeracją). Z czasem „Informator” trzymał ISSN, jest zszywany, oprócz grafik zamieszcza fotografie. Przeszedł ogromną metamorfozę: od pisma li tylko statystyczno-informacyjnego, po rodzaj swoistego fanzinu – zawierającego też recenzje, eseje, grafiki.

Zbiory grafik i komiksy:
- grafiki Jerzego Szyłaka – 1987 r.;
- informator wystawy malarstwa SF – 1988 r.;
- trzy zeszyty tłumaczeń komiksów z parodiami klasyki kina grozy – 1988 r.;
- albumik grafik Franka Frazetty – 1988 r.;
- albumik komiksów i grafik Moebiusa – 1989 r.;
- dwa tomiki tłumaczeń komiksu o Conanie – 1989 i 1990 r.;
- cykl komiksów Jana Platy-Przechlewskiego Wampiurs Wars (tomiki I–III w 1988 r., tomiki IV i V w 1989 r.; edycje zbiorcze – w 1990 i 1994);
- wydany też został kartonowy model (do sklejania) myśliwca imperialnego z Gwiezdnych wojen – 1987 r.

Wydawcą tego typu publikacji był zawsze któryś z klubów lokalnych (zwykle „Collaps” lub „Galactica”).
Książki:
- dwa wydania opowiadań Andrzeja Prószyńskiego Ostatnie słowo (1993 r., wraz z prawie identycznym dodrukiem; 1997 r., z nową okładką i składem);
- tłumaczenie powieści SF Edmonda Hamiltona „Władcy gwiazd” (1995);
- powieść fantasy Dawida Brykalskiego Nie ma tego złego, co na gorsze by nie wyszło (2000).

Informatory konwentowe:
- programy konwentów organizowanych bądź współorganizowanych przez GKF (np. Nordcon, Polcon, Voyager, Halloween, Teleport, Eurocon, seminaria filmowe); ukazywały się one od początku istnienia klubu – i ukazują się do dziś.

Wydawnictwa innych klubów (sprzymierzonych z GKF-em):
- finansowane były pojedyncze numery fanzinów klubów sprzymierzonych z Gdańskim Klubem Fantastyki (m.in. „Dzikie Wieści” KF „Conan”, „Brainstorm” KF „Liga Dagobah”, „Szepty spod Pagórka” KF „Hobbit”, „Nowe Wizje” PKF „Taurus”, „Czerw” EKF „Fremen”).

## Członkowie
Członkami GKF byli lub są: Janusz Bogucki, Jan Plata-Przechlewski.